# Hana Laszlo
Hana Laszlo (hebreu: חנה לסלאו‎; nascuda el 14 de juny de 1953) és una actriu, presentadora de televisió i còmic israeliana. El 2005, va guanyar un Premi del Festival de Cinema de Canes a la Millor Actriu per la seva actuació a la pel·lícula Free Zone. També ha rebut quatre nominacions als Premis Ofir.

## Primers anys
Laszlo va néixer a Jaffa, Tel Aviv en una família de descendència jueus ashkenazites. Els seus pares eren supervivents de l'Holocaust que van néixer a Polònia.
Entre 1972 i 1973, va servir a la tropa musical del Comandament Sud de les Forces de Defensa d'Israel. Al voltant d'aquells anys va tenir una relació amb l'estrella pop israeliana Svika Pick.
Va conèixer el seu primer marit, el propietari israelià de mitjans de comunicació Aviv Giladi, al plató de Save The Lifeguard de Uri Zohar. Els dos van començar a treballar junts en diverses produccions escèniques i finalment es van casar el 1979.
Laszlo té dos fills del seu primer matrimoni: Ben i Ithamar. El més gran, Ben Giladi, és productor de cinema i televisió. La seva nora és actriu i cineasta israeliana Romi Aboulafia, amb qui col·labora freqüentment.
Laszlo es va casar i es va divorciar de l'empresari Benny Bloch

## Carrera

Laszlo (right), Natalie Portman i Amos Gitai filmant Free Zone el 2005

Laszlo va tenir un gran èxit als anys vuitanta i noranta amb el despertar de les rutines de comèdia impulsades pels personatges. Va crear i va retratar alguns dels personatges més emblemàtics d'aquella època, inclosos personatges com "Safta Zapta" i "Clara, la dona de la neteja".
Durant els anys 90, Laszlo va ser l'animadora femenina més taquillera d'Israel. Tanmateix, a causa d'una calamitat financera i personal, la seva carrera es va aturar a principis del nou mil·lenni.
Després de diversos anys en silenci, Laszlo va reiniciar la seva carrera des de zero. Va ser reintroduïda al públic i al públic més jove gràcies al seu paper de Naomi Shahar a la telenovela musical de gran èxit HaShir Shelanu.
El 2005 va guanyar el Premi a la millor actriu al 58è Festival Internacional de Cinema de Canes pel seu paper a Free Zone. Laszlo protagonitza la pel·lícula al costat de Natalie Portman. La Palma d'Or va marcar l'elecció del retorn de Laszlo.
Entre 2002 i 2004, Laszlo va ser un dels dos presentadors (l'altre era Pnina Dvorin) de la versió israeliana del programa de jocs de televisió The Weakest Link del Regne Unit.
El 2010, va exercir de jutge amb Claude Dadia i Eli Mizrachi a Rokdim Im Kokhavim, la versió israeliana de Dancing with the Stars.
Laszlo va escriure, produir, finançar i protagonitzar més d'una dotzena d'espectacles d'una dona des dels anys vuitanta. Passa un terç de l'any a l'escenari amb ells.
El 2019, va rebre un doctorat honoris causa de la Universitat Bar-Ilan per contribucions a les arts escèniques. Ella Mai no va tenir educació formal, però parla i actua en sis idiomes diferents: hebreu, anglès, íddix, francès, alemany i holandès.
Laszlo va interpretar la veu de Nai Nai al doblatge en hebreu de la pel·lícula d'animació del 2019 Abominable.
Està destinada a interpretar Paulette a la versió hebrea de Legally Blonde.

## Filmografia
| Any          | Pel·lícula              | Paper                | Notes                                                                                                 |
| ------------ | ----------------------- | -------------------- | --- |
| 1976         | Giv'at Halfon Eina Ona  | Hermona              | Assí Dayan                                                                                            |
| 1977         | Hatzilu Et HaMatzil     |                      | Uri Zohar Itzik Kol                                                                                   |
| 1978         | Belfer                  |                      | Yigal Bursztyn                                                                                        |
| 1978         | Millioner Betzarot      | La donzella          | Joel Silberg                                                                                          |
| 1981         | Am Yisrael Hai          |                      | Assí Dayan                                                                                            |
| 1983         | Kuni Leml B'Kahir       |                      | Joel Silberg                                                                                          |
| 2003         | Alila                   | Mali                 | Amos Gitai Nominada: Premi Ofir a la millor actriu secundària                                         |
| 2004         | Ahava Ze Koev           | Mamà d’Eddy          | Episodi 1.1 a.k.a. Love Hurts                                                                         |
| 2004         | Ha-Chuliya Hachalasha   | Hostessa             | Versió israelianae The Weakest Link                                                                   |
| 2004–2007    | HaShir Shelanu          | Naomi Shahar/Herself | Sèrie de televisiño, a.k.a. Our Song                                                                  |
| 2005         | Free Zone               | Hanna Ben Moshe      | Amos Gitai film Guanyadora: Premi a la millor actriu de Canes Nominada: Premi Ofir a la millor actriu |
| 2008         | Shiva                   | Max                  | Ronit Elkabetz i Shlomi Elkabetz                                                                      |
| 2008         | On the Road to Tel Aviv | Hana                 | Khen Shalem                                                                                           |
| 2008         | Adam Resurrected        | Rachel Shwester      | Paul Schrader                                                                                         |
| 2008         | Ima'lle                 | Agent immobiliari    | Episodi 3.1                                                                                           |
| 2009         | Ultimatum               | Bellas               | Alain Tasm                                                                                            |
| 2009         | Guyavot                 | Contesa              | Kobi Machat                                                                                           |
| 2011–2016    | Bnot HaZahav            | Dalia                | Sèrie de televisió; Versió israeliana de The Golden Girls                                             |
| 2012         | Tanuchi!                | Naomi Shahar         | Sèrie de televisió, a.k.a. Take a Chill Pill!                                                         |
| 2014         | Anderswo                | Rachel               | amb la seva nora Romi Aboulafia                                                                       |
| 2015–2017    | Mossad 101              | Doris Levi           | TV series                                                                                             |
| 2017–present | Nevsu                   | Nitza                | Sèrie de televisió Premi Emmy a la millor comèdia                                                     |
| 2020         | Laila in Haifa          | Hanna                | Amos Gitai                                                                                            |

## Premis i nominacions
- 58è Festival Internacional de Cinema de Canes
- Premi a la Millor Actriu per Free Zone
- XXIX edició de la Mostra de València
- Premi a la millor interpreteció femenina per Shiv'ahref>XXIX Mostra de Valencia, Cinema del Mediterrani (9): los premios a encadenados.org</ref>
- Premi Ofir a la millor actriu per Free Zone (nominació)
- Premi Ofir a la millor actriu secundària per Alila (nominació)